# Conquest (Nueva York)
Conquest es un pueblo ubicado en el condado de Cayuga en el estado estadounidense de Nueva York. En el año 2000 tenía una población de 1.925 habitantes y una densidad poblacional de 21.1 personas por km².

## Geografía
Conquest se encuentra ubicado en las coordenadas 43°6′32″N 76°39′13″O / 43.10889, -76.65361.

## Demografía
Según la Oficina del Censo en 2000 los ingresos medios por hogar en la localidad eran de $37,857, y los ingresos medios por familia eran $41,583. Los hombres tenían unos ingresos medios de $30,882 frente a los $21,923 para las mujeres. La renta per cápita para la localidad era de $15,045. Alrededor del 12.4% de la población estaban por debajo del umbral de pobreza.